# Willem van Ekeren
Willem van Ekeren (Voorburg, 6 april 1956) is een Nederlandse pianist, zanger en componist.
Van Ekeren groeide op in Wassenaar en volgde vanaf jeugdige leeftijd klassiek pianoles. Hij werd in de jaren zeventig actief in popbandjes, werd in 1975 afgewezen voor het conservatorium en leidde daarna een sex-drugs-and-rock-'n'-rollbestaan.
In 1984 gebruikte de eveneens uit Wassenaar afkomstige Theo van Gogh muziek van Van Ekeren voor zijn film Een dagje naar het strand nadat van Ekeren eerder de hoofdrol in zijn debuutfilm Luger weigerde. Met dezelfde Van Gogh maakte Van Ekeren de LP Een verdeeld genoegen.
Aan het einde van de jaren tachtig legde hij zich serieuzer toe op klassieke pianomuziek. Hij behaalde het piano-A-diploma en werd muziekleraar. Nadat hij zakte voor piano-B richtte hij zich weer op popmuziek. Met de band Beatty AcqueMAI bracht hij de cd For The Rich uit.
In december 1997 zat van Ekeren naar eigen zeggen "in een dipje". Hij zocht troost bij Charles Bukowskis gedichtenbundel The last night of the earth poems en hoorde bij het lezen van het gedicht You know and I know and thee know in gedachten het Preludium in f mol uit Bachs Das Wohltemperierte Klavier klinken. Hij vond de combinatie mooi en het idee groeide uit tot het project Bach-Bukowski waarmee Van Ekeren tegenwoordig optreedt en waarvan in 2003 een cd met 13 stukken uitkwam. In elk stuk zingt van Ekeren een tekst van Bukowski bij een melodie van Bach. Met dit repertoire gaf Willem concerten in Nederland, Duitsland, Schotland en België en was hij te zien en te horen bij tv- en radioprogramma’s (bijvoorbeeld Vrije Geluiden van de VRPO en De wereld draait door van de VARA); gewone optredens en festival-activititeiten zoals Bachfestivals, muzikale evenementen en literaire festivals. De concerten zijn sinds 2008 uitgebreid met negen nieuwe Bach-Bukowski songs. 3 daarvan staan op de 3-song-cd TRIPLE die in september 2008 uitkwam. In maart 2010 is het 2e BB album uitgebracht door EtceteraNOW Records. Op dit album Walking and living through this staan 17 BB songs. Het album wordt wereldwijd gedistribueerd en is tevens verkrijgbaar via de Bach-Bukowski website.
Hoewel zijn raspende voordracht van het werk van de notoire alcoholist Bukowski anders doet vermoeden, heeft Van Ekeren zelf zijn ruige levensstijl inmiddels afgezworen. In de mok waaruit hij tijdens optredens nipt zit thee.